# Austin Pruitt
Austin Pruitt (né le 31 août 1989 à The Woodlands, Texas, États-Unis) est un lanceur droitier des Athletics d'Oakland de la Ligue majeure de baseball.

## Carrière
Joueur des Cougars de l'université de Houston, Austin Pruitt est repêché par les Rays de Tampa Bay au 9e tour de sélection en 2013. Il est lanceur partant dans les ligues mineures avec les clubs affiliés aux Rays de 2014 à 2016.
Il fait ses débuts dans le baseball majeur à l'âge de 27 ans comme lanceur de relève pour les Rays le 2 avril 2017 face aux Yankees de New York.